# 담양 오충정려
담양 오충정려(潭陽 五忠旌閭)는 대한민국 전라남도 담양군 대전면에 있는 조선시대의 정려이다. 1974년 12월 26일 전라남도의 기념물 제16호로 지정되었다.

## 개요
임진왜란 때 참전하였다가 숨진 박천붕(1545∼1592)과 선친의 위업을 이어 병자호란 때 참전하였다가 순직한 네 아들 원겸·인겸·례겸·의겸의 충절을 기리기 위해 나라에서 세운 비각이다.
박천붕은 임진왜란 때 의병장으로 활약했던 조헌의 종사관으로 승병 영규대사와 함께 분전한 청주 전투에서 전사하였다.
영조 24년(1748)에 세운 이 정각은 앞면 3칸·옆면 1칸 규모로 안에는 신구비(新舊碑) 2구가 있다. 구비(舊碑)는 고종 23년(1886)년 화재로 소실되었던 건물을 다시 지으며 세운 것으로 앞면에는 ‘밀양박씨오충기실비’란 글씨가 해서체로 써 있고 비의 뒷면에는 정려비에 대한 내용이 있었으나, 1938년 일본경찰이 훼손하여 지금은 아무것도 남아 있지 않다. 또 다른 비석에는 5부자의 순절 내용이 기록되어 있다.

## 현지 안내문
이 정려는 임진왜란 때 의병장 조헌(趙憲)의 종사관으로 참전하였다가 전사한 박천붕(朴天鵬)과 병자호란 때 아버지의 뜻을 받들어 싸우다가 전사한 네 아들 원겸, 인겸, 예겸, 의겸의 다섯 충신을 모신 곳이다.
박천붕은 충청도 연기군 출신으로 27세에 무과에 급제하였고 임진왜란이 일어나자 여러 전투에서 공을 세웠으나 청주 싸움에서 끝내 전사하였다. 영조 24년(1748) 박천붕은 충근호성공신에 네 아들은 선무 원종공신에 오르게 되어 이 정려각이 세워졌다. 정려의 원래 위치는 평장리 화암마을 뒤편에 있었으나, 정조 24년(1800)에 소실되었으며 그후 80여 년이 지난 고종 23년(1886) 현 위치에 다시 지은 것이다.

## 참고 자료
- 담양오충정려 - 국가유산청 국가유산포털